# Flora-Cup
Der Flora-Cup in Elmshorn ist Deutschlands größtes Badmintonturnier mit jährlich über 600 Teilnehmern von über 100 Vereinen aus verschiedenen Ländern wie Deutschland und Dänemark und wird vom Elmshorner MTV in dessen schleswig-holsteinischer Heimatstadt jedes Jahr im Frühsommer organisiert und, innerhalb eines Wochenendes, durchgeführt.

## Disziplinen
Das Turnier findet ausschließlich für Kinder und Jugendliche statt, die in fünf Altersgruppen (U11 bis U19) und vier Leistungsstufen in den jeweiligen Disziplinen Mixed, Doppel und Einzel antreten, wobei die letzteren beiden nochmals nach den Geschlechtern getrennt sind.

## Austragungsort
Der Flora-Cup wird in verschiedenen Elmshorner Sporthallen ausgetragen (beispielsweise waren es 2016 7 Hallen mit insgesamt 40 Badmintonfeldern), wobei dort in der Regel auch Unterkünfte für die Mannschaften bereitgestellt werden, da den meisten Hallen eine Schule mit entsprechenden Räumlichkeiten angeschlossen ist.